# AEPROSER
AEPROSER (Asociación Española de Externalización de Procesos y Servicios) es la patronal de las empresas dedicadas a la gestión de asuntos por cuenta del cliente financiero, así como al Bpo (subcontratación) bancario e inmobiliario,especialmente en el ámbito hipotecario,subsector donde el conjunto de sus miembros representa alrededor del 93 % del mercado español y tiene cuotas igualmente relevantes en diversos países europeos y americanos, habiendo tramitado expedientes en representación de más de treinta millones de familias (2025).

## Historia
Entidad de Derecho Público sin ánimo de lucro fundada en 2003, es socio de la Asociación Hipotecaria Española. Mantiene convenios de colaboración con la Agencia Estatal de Administración Tributaria, las administraciones tributarias autonómicas, ayuntamientos y otros operadores importantes como el Colegio de Registradores y el Consejo General del Notariado.
El 1 de julio de 2010, presentó ante dos centenares de altos directivos de las entidades financieras españolas Plataforma Aeproser, un canal de interconexión entre ciudadanos, bancos, gestores externos, notarios, registradores, administraciones tributarias, sociedades de tasación y demás usuarios, que alojaba funciones de negocio típicas de la gestión hipotecaria y marcó la pauta para todos los nuevos aplicativos del sector.
Regularmente participa en procesos de codificación de normas deontológicas y de calidad UNE e ISO; y está integrada en diversos grupos de trabajo internacionales sobre Derecho del consumo, Administración electrónica, Inteligencia Artificial, Bpo, Finanzas sostenibles, Hipoteca y operativa bancaria. Miembro de varias organizaciones empresariales, participó en la elaboración de la reforma hipotecaria española de 2019, así como en la controversia derivada de la interpretación de ciertos preceptos que afectan a la tecnología del proceso hipotecario. Igualmente, desempeñó un papel destacado en la tramitación de la Ley 11/2023, que actualizó la operativa digital de notarios y registradores.

## Asociados
La Crisis financiera de 2008 tuvo reflejo en el sector Bpo, manteniéndose en AEPROSER menos empresas pero más potentes y eficientes, ampliando su porfolio a otros ámbitos profesionales como el Proptech, la consultoría legal o servicios de creciente demanda como la verificación registral y la certificación de eficiencia energética.  
Pertenecen actualmente (2024) a la asociación: como Socios Ejecutivos, Grupo BC, Indra Sistemas, Diagonal Company, Garsa, Tecnotramit y Amstro; como Socios de Número, Pons Consultores, Uniges, Egara Optiminn. Gesdek, Qipert UGH y Montalvo; como Socio Adherido la Asociación Española de Brókeres Hipotecarios (AEBH). 